# Canadian Open 1970
Die Canada Open 1970 im Badminton fanden vom 10. bis zum 12. April 1970 im Winnipeg Badminton Club in Winnipeg statt.

## Titelträger
| Disziplin    | Sieger                                          |
| ------------ | ----------------------------------------------- |
| Herreneinzel | Ippei Kojima                                    |
| Dameneinzel  | Tyna Barinaga                                   |
| Herrendoppel | Raphi Kanchanaraphi Channarong Ratanaseangsuang |
| Damendoppel  | Susan Whetnall Margaret Boxall                  |
| Mixed        | Ippei Kojima Susan Whetnall                     |

## Finalergebnisse
| Disziplin    | Sieger                                          | Finalist                      | Ergebnis           |
| ------------ | ----------------------------------------------- | ----------------------------- | ------------------ |
| Herreneinzel | Ippei Kojima                                    | Junji Honma                   | 15–11, 9–15, 15–6  |
| Dameneinzel  | Tyna Barinaga                                   | Margaret Boxall               | 11–3, 11–4         |
| Herrendoppel | Raphi Kanchanaraphi Channarong Ratanaseangsuang | Junji Honma Ippei Kojima      | 15–10, 15–9        |
| Damendoppel  | Susan Whetnall Margaret Boxall                  | Tyna Barinaga Caroline Hein   | 15–5, 5–15, 15–13  |
| Mixed        | Ippei Kojima Susan Whetnall                     | Paul Whetnall Margaret Boxall | 12–15, 15–5, 15-13 |